# Hexatoma (Eriocera) chalybeicincta
Hexatoma (Eriocera) chalybeicincta is een tweevleugelige uit de familie steltmuggen (Limoniidae). De soort komt voor in het Oriëntaals gebied.